# Staatsschuldenquote in Frankreich
Die Staatsschuldenquote Frankreichs ist eine Kennzahl. Man berechnet sie wie folgt:
Staatsschulden Frankreichs zum Ende des Jahres X geteilt durch das nominale Bruttoinlandsprodukt (BIP) im Jahr X mal 100.
Die Staatsschuldenquote Frankreichs Frankreichs Staatsschuldenquote ist seit 2003 über 60 Prozent; dies verstößt gegen eines der EU-Konvergenzkriterien („Maastricht-Kriterien“).
Zum 31. März 2015 betrugen die Staatsschulden 2.089,4 Milliarden Euro und die Staatsschuldenquote Frankreichs 97,5 %.
Im ersten Quartal 2025 betrugen sie rund 3,3 Billionen Euro (114 % des BIP). Frankreich hat damit den höchsten Schuldenberg aller Staaten der Eurozone.

## Entwicklung seit 2006
Die Staatsschuldenquote Frankreichs stieg von 2007 bis 2013 stetig an:
- 2006: 63,2 % (Staatsschulden 1.171,2 Mrd. Euro Ende 2006),
- 2007: 63,2 % (Staatsschulden 1.230,5 Mrd. Euro Ende 2007),
- 2008: 67,0 % (Staatsschulden 1.337,6 Mrd. Euro Ende 2008),
- 2009: 78,0 % (Staatsschulden 1.512,1 Mrd. Euro Ende 2009),
- 2010: 80,8 % (Staatsschulden 1.615,3 Mrd. Euro Ende 2010),
- 2011: 84,4 % (Staatsschulden 1.738,5 Mrd. Euro Ende 2011),
- 2012: 88,7 % (Staatsschulden 1.855,4 Mrd. Euro Ende 2012),
- 2013: 91,8 % (Staatsschulden 1.939,7 Mrd. Euro Ende 2013).[1]

Faktoren für die hohe Nettoneuverschuldung der französischen Regierungen (2007 bis 2012 unter Staatspräsident Nicolas Sarkozy, seit der Präsidentschaftswahl im Mai 2012 unter François Hollande)
waren eine Finanzkrise, die dadurch verursachte Wirtschaftskrise (das BIP sank 2009 um 2,94 %) und die Hoffnung, mit höheren Staatsausgaben die Wirtschaft Frankreichs ankurbeln und die hohe Arbeitslosenquote senken zu können (→ Deficit spending). 
Damit verstieß Frankreich mehrmals gegen das Maastricht-Kriterium, wonach das jährliche Haushaltsdefizit maximal 3 % des BIP betragen darf: 2012 betrug es 4,9 Prozent und 2013 4,3 Prozent des BIP.
2012 stieg das BIP um 0,33 Prozent, 2013 um 0,36 % und 2014 um 1,16 %. 

Das Deficit spending hatte offenbar nicht den gewünschten Effekt.
Zum Ende des 2. Quartals 2015 lag die französische Staatsschuldenquote gemäß Eurostat bei 97,7 % (2.105,7 Mrd. Euro Staatsschulden). 
Damit lag sie weiterhin oberhalb der durchschnittlichen Quoten für die Eurozone (92,2 %) und für die Europäische Union (87,8 %, jeweils zum 30. Juni 2015).
Frankreichs Staatsschulden stiegen unter anderem während der COVID-19-Pandemie (siehe auch COVID-19-Pandemie in Frankreich) ab 2020.